# Elmohardyia lanei
Elmohardyia lanei är en tvåvingeart som först beskrevs av Hardy 1965.  Elmohardyia lanei ingår i släktet Elmohardyia och familjen ögonflugor. Inga underarter finns listade i Catalogue of Life.